# Nierembergia
Nierembergia este un gen de plante din familia Solanaceae, ordinul Solanales.

## Imagini

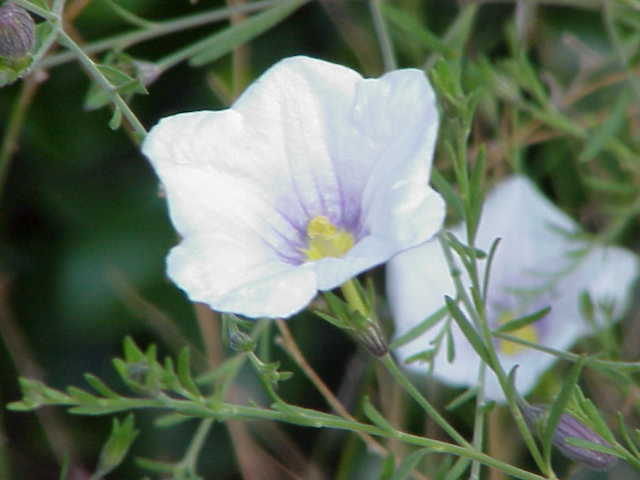
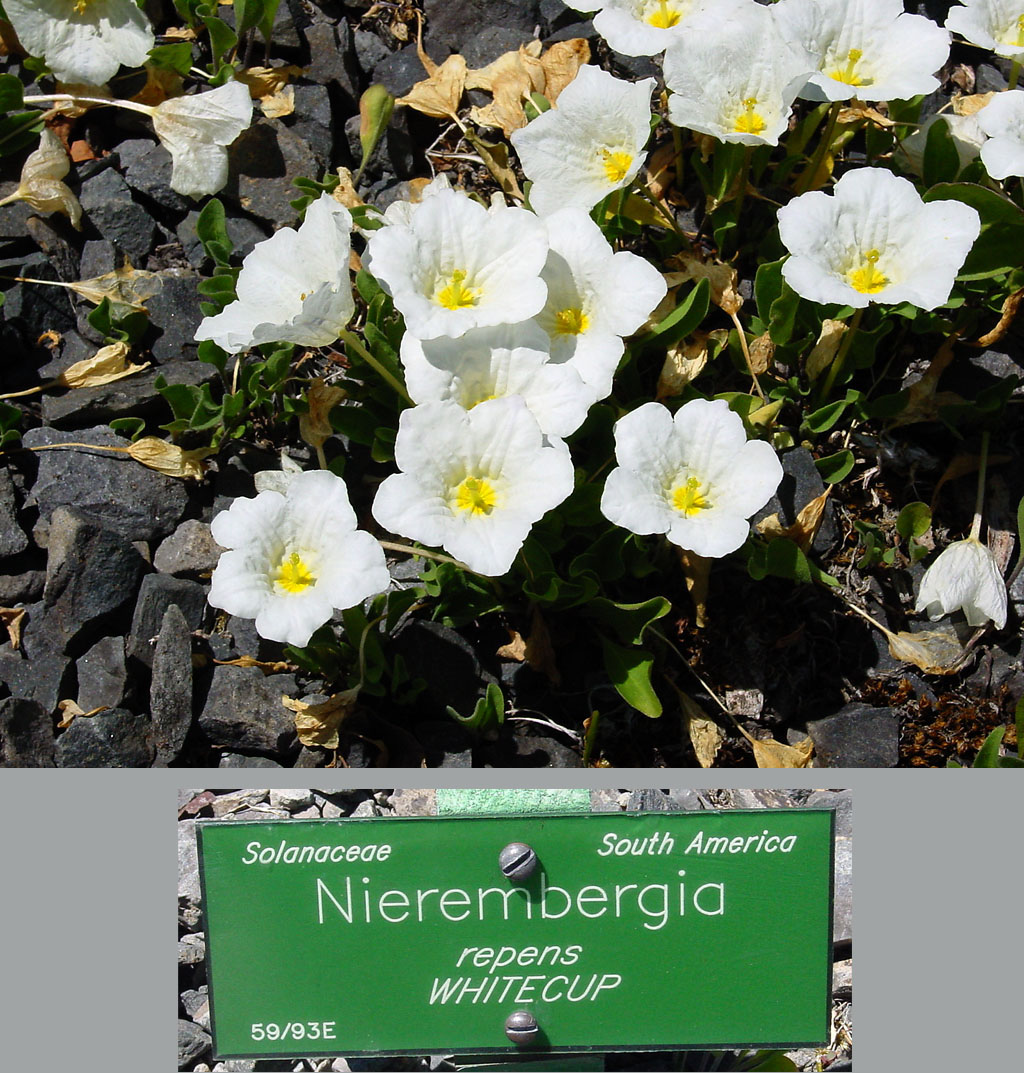

## Caractere morfologice
- Tulpina

- Frunza

- Florile

- Semințele

## Specii
Cuprinde circa 28-32 specii.